# Фридрих I (Хесен-Хомбург)
Вижте пояснителната страница за други личности с името Фридрих I.
Фридрих I (на немски: Friedrich I. von Hessen-Homburg, * 5 март 1585 в дворец Лихтенберг във Фишбахтал, † 9 май 1638 в Хомбург) от род Дом Хесен е първият ландграф на ландграфство Хесен-Хомбург от 1622 до 1638 г. и основател на младата линия Хесен-Хомбург.
Той е най-малкият син на ландграф Георг I фон Хесен-Дармщат (1547 – 1596) и първата му съпруга графиня Магдалена фон Липе (1552 – 1587), дъщеря на граф Бернхард VIII фон Липе (1527 – 1563).
През 1622 г. Фридрих получава апанаж господство Хесен, град Хомбург и също годишно пари. През 1626 г. той въвежда в страната правото на първородения.
Един от неговите синове е Фридрих II фон Хесен-Хомбург – прочутият принц фон Хомбург.

## Фамилия
Фридрих I се жени на 10 август 1622 г. в Буцбах за графиня Маргарета Елизабет фон Лайнинген-Вестербург (1604 – 1667), дъщеря на граф Христоф фон Лайнинген-Вестербург (1575 – 1635). Двамата имат децата:
- Лудвиг Филип (1623 – 1643)
- Георг (*/† 1624)
- Вилхелм Христоф (1625 – 1681), ландграф на Хесен-Хомбург
- Георг Христиан (1626 – 1677)
- Анна Маргарета (1629 – 1686)

∞ 1650 херцог Филип Лудвиг фон Шлезвиг-Холщайн-Зондербург-Визенбург (1620 – 1689)
- Фридрих II (1633 – 1708), ландграф на Хесен-Хомбург